# امپراتور بوریتسو
امپراتور بوریتسو (به ژاپنی: 武烈天皇 Buretsu-tennō)؛ زاده درگذشته) یک امپراتور اهل ژاپن بود.